# Descabezado Grande
Pour les articles homonymes, voir Descabezado.
Le Descabezado Grande est un volcan du Chili qui se présente sous la forme d'un stratovolcan culminant à 3 953 mètres d'altitude et couronné par un cratère englacé de 1,4 kilomètre de diamètre. Sa seule éruption connue est celle débutée le 5 juin 1932 et terminée en 1933.